# Grupa multiplikatywna
- w teorii grup: grupa w zapisie multiplikatywnym[a] – grupa, w której działanie grupowe zapisywane jest za pomocą znaku {\displaystyle \cdot ,} branie elementu odwrotnego przez −1, element neutralny zaś oznaczony jest przez {\displaystyle 1}[1];
- w teorii pierścieni, ciał, algebr grupa multiplikatywna[a] {\displaystyle (R^{*},\cdot )} pierścienia, ciała, algebry łącznej {\displaystyle R} to zbiór elementów odwracalnych pierścienia, ciała, algebry łącznej z działaniem mnożenia[2]; często używane oznaczenia: {\displaystyle R^{*},} {\displaystyle R^{\cdot },} {\displaystyle U(R);}
{\displaystyle R^{*}=\{x\in R:\exists _{y\in R}\left[xy=1\right]\};}

{\displaystyle R} jest pierścieniem z dzieleniem (algebrą łączną z dzieleniem) wtedy i tylko wtedy, gdy {\displaystyle R^{*}=R\setminus \{0\};} w przeciwnym razie zbiór {\displaystyle R^{*}} jest mniejszy, np. {\displaystyle \mathbb {Z} ^{*}=\{1,-1\};}
- algebraiczny torus {\displaystyle GL_{1}} jest szczególnym przypadkiem ogólniejszego pojęcia snopa {\displaystyle \mathbb {G} _{m},} ale pojawia się często poza geometrią algebraiczną pod nazwą grupa multiplikatywna; jest rozmaitością grupową.
- w geometrii algebraicznej: snop grup abelowych {\displaystyle \mathbb {G} _{m}} reprezentowany przez schemat grupowy {\displaystyle \mathrm {Spec} \mathbb {Z} \left[X,X^{-1}\right];} grupą przekrojów tego snopa nad afinicznym zbiorem otwartym {\displaystyle \mathrm {Spec} R} jest grupa homomorfizmów pierścieni {\displaystyle \mathbb {Z} \left[X,X^{-1}\right]\to R}[3]; ta grupa jest naturalnie izomorficzna z grupą {\displaystyle R^{*}{:}} homomorfizmowi {\displaystyle f:\mathbb {Z} \left[X,X^{-1}\right]\to R} odpowiada jednoznacznie element {\displaystyle f(X),} przy czym {\displaystyle f(X)f(X^{-1})=1;}

Sam schemat {\displaystyle \mathrm {Spec} \mathbb {Z} \left[X,X^{-1}\right]} też jest nazywany grupą multiplikatywną.